# 안양덕현초등학교
안양덕현초등학교는 대한민국 경기도 안양시 동안구에 있는 공립 초등학교이다.

## 학교 연혁
- 1990년 5월 31일 : 덕현초등학교 설립
- 1991년 9월 1일 : 초대 한상준 교장 부임
- 1991년 9월 10일 : 안양덕현초등학교 24학급 개교
- 2019년 9월 1일 : 제11대 남경혜 교장 부임(히히 이때 나 1학년임, 남경혜쌤 보고싶어용~)-(나는 6학년 5학년 2023년 5-2 이경민 쌤 화이팅!!)
- 2021년 1월 8일 : 제28회 졸업식(75명, 총 5,772명)
- 2021년 3월 2일 : 입학식(97명, 4학급 입학), 21학급(특수 1학급 편성)

## 학교 동문
최정헌:대한민국의 정치인.최연소 수원시의원